# 敦煌漢簡
敦煌漢簡，於甘肅西疏勒河的漢代烽燧遺址出土的簡牘。

## 發現史
兩千多枚漢簡依8次發現地年代可分成數批，其中第1、2批存於倫敦，第4批藏於臺北圖書館：
1. 1907年，英國考古學家斯坦因挖掘出708枚漢簡
2. 1913至1915年間，斯坦因於安西、酒泉挖掘189枚
3. 1920年，周炳南在小方盤城挖掘17枚
4. 1944年，西北科學考察團小方盤城附近挖掘49枚
5. 1977年，嘉峪關市文物保管所挖掘91枚
6. 1979年，甘肅省文物工作隊等單位敦煌馬圈灣挖掘1217枚
7. 1981年，敦煌市博物館在西湖酥油土以北挖掘76枚
8. 1986至1988年間，敦煌市博物館在文物普查中陸續於後坑墩等地獲137枚

## 腳註
1. 1 2  . 雙語詞彙、學術名詞暨辭書資訊網. 國家教育研究院. 1995-12  [2022-09-24]. （原始内容存档于2022-09-28）.